# ブルーザー・バリー
ブルーザー・バリー（Bruiser Barry、1987年11月2日 - ）は、オーストラリアの男子プロレスラー。パース出身。

## 略歴
学生時代、ラグビーに熱中。2007年にオーストラリアのプロレス団体のEPWにてプロ・デビュー。その後、EPWタッグ王座を獲得している。
2009年にプロレスリング・ノアとWLW共催のレスリングキャンプに参加。2011年11月には自費で来日し、3ヶ月間ノア道場での合同練習に参加する。そのハングリー精神がノアに認められ、2013年1月11日に正式に留学生として来日。
オーストラリアからの選手はマイキー・ニコルスとシェイン・ヘイストに続いて3人目となった。

## 得意技
- ダイビング・エルボー・ドロップ

## 主要タイトル歴
- EPWタッグ王座